# Crowd Supply
Crowd Supply es una plataforma micromecenazgo basada en Portland, Oregon. Con "más del doble de la tasa de éxito de Kickstarter y Indiegogo", La plataforma se asocia con creadores que utilizan el servicio, proporcionando tutoría similar a una incubadora de negocios.
La plataforma ha ganado una atención positiva por la alta tasa de éxito de sus productos, con algunos viendo su estrecha gestión de proyectos como la solución a la tasa de fracaso de cumplimiento en otras plataformas de micromecenazgo. El sitio también sirve como una tienda en línea para los inventarios de campañas exitosas.
Los proyectos notables de la plataforma incluyen Novena de Andrew Huang, una computadora portátil de código abierto.

## Aprobación por la Free Software Foundation
En 2015, Crowd Supply se convirtió compatible con la Free Software Foundation en la campaña Free JavaScript, y fue aprobado como la plataforma preferida de FSF para los esfuerzos de financiación de la micromecenazgo.